# Resultados do Carnaval de São João Nepomuceno
Resultados do Carnaval de São João Nepomuceno.

## 2007
| Pos | Escolas            | Pts | Classificação  | Ref   |
| --- | ------------------ | --- | -------------- | ----- |
| 1   | ESACA              | 80  | Campeã de 2007 | [ 1 ] |
| 2   | Unidos do Caxangá  | 87  |                | [ 1 ] |
| 3   | Esplendor do Morro | 85  | [ 1 ]          |       |

## 2008
| Pos | Escolas            | Pts   | Classificação  | Ref   |
| --- | ------------------ | ----- | -------------- | ----- |
| 1   | Esplendor do Morro | 158,1 | Campeã de 2008 | [ 2 ] |
| 2   | Unidos do Caxangá  | 156,5 |                | [ 2 ] |
| 3   | ESACA              | 155,1 | [ 2 ]          |       |

## 2010
| Pos | Escolas            | Pts   | Classificação  | Ref   |
| --- | ------------------ | ----- | -------------- | ----- |
| 1   | ESACA              | 160   | Campeã de 2010 | [ 3 ] |
| 2   | Unidos do Caxangá  | 159,8 |                | [ 3 ] |
| 3   | Esplendor do Morro | 157,9 | [ 3 ]          |       |

## 2011
| Pos | Escolas            | Pts   | Classificação  | Ref   |
| --- | ------------------ | ----- | -------------- | ----- |
| 1   | Esplendor do Morro | 157.9 | Campeã de 2011 | [ 4 ] |
| 2   | ESACA              | 156.3 |                | [ 4 ] |
| 3   | Unidos do Caxangá  | 154.2 | [ 4 ]          |       |

## 2012
| Pos | Escolas            | Pts   | Classificação  | Ref         |
| --- | ------------------ | ----- | -------------- | ----------- |
| 1   | ESACA              | 158,7 | Campeã de 2012 | [ 5 ] [ 6 ] |
| 2   | Esplendor do Morro | 158,7 |                | [ 5 ] [ 6 ] |
| 3   | Unidos do Caxangá  | 157,7 | [ 5 ] [ 6 ]    |             |

.

## 2013
| Pos | Escolas            | Pts   | Classificação  | Ref         |
| --- | ------------------ | ----- | -------------- | ----------- |
| 1   | ESACA              | 138,9 | Campeã de 2013 | [ 7 ] [ 8 ] |
| 2   | Esplendor do Morro | 138,9 |                | [ 7 ] [ 8 ] |
| 3   | Unidos do Caxangá  | 138,7 | [ 7 ] [ 8 ]    |             |

.

## 2014
| Pos                                | Escolas                            | Pts                                | Classificação                      | Ref          |
| ---------------------------------- | ---------------------------------- | ---------------------------------- | ---------------------------------- | ------------ |
| 1                                  | Unidos do Caxangá                  | 158,7                              | Campeã de 2014                     | [ 9 ] [ 10 ] |
| 2                                  | ESACA                              | 158,2                              |                                    | [ 9 ] [ 10 ] |
| A Esplendor do Morro, não desfilou | A Esplendor do Morro, não desfilou | A Esplendor do Morro, não desfilou | A Esplendor do Morro, não desfilou | [ 11 ]       |

## 2015
| Colocação | Escola             | Pontos | Ref.   |
| --------- | ------------------ | ------ | ------ |
| 1º        | Esplendor do Morro | 139,4  | [ 12 ] |
| 2º        | ESACA              | 138,9  | [ 12 ] |
| 3º        | Unidos do Caxangá  | 138,6  | [ 12 ] |

## 2016
| Colocação | Escola             | Votos | Ref.   |
| --------- | ------------------ | ----- | ------ |
| 1º        | Esplendor do Morro | 63    | [ 13 ] |
| 2º        | Unidos do Caxangá  | 60    | [ 13 ] |
| 3º        | ESACA              | 48    | [ 13 ] |